# John Beasley (attore)
John Beasley (Omaha, 26 giugno 1943 – Omaha, 30 maggio 2023) è stato un attore statunitense, noto per il suo ruolo nella serie TV Everwood.

## Biografia
Ha all'attivo circa 40 partecipazioni a film, tra cinema e televisione.
Tra i ruoli interpretati, Mr. Jesse Hall in Stoffa da campioni (1992), C. Charles Blackwell in L'apostolo (1997), e il generale Lasseter in Al vertice della tensione (2002).
Fondò il John Beasley Teatro e Workshop a Omaha (Nebraska).

## Filmografia parziale

### Cinema
- Fuoco incrociato (Rapid Fire), regia di David A. Prior (1989)
- Detective coi tacchi a spillo (V.I. Warshawski), regia di Jeff Kanew (1991)
- Stoffa da campioni (The Mighty Ducks), regia di Stephen Herek (1992)
- Qualcuno da amare (Untamed Heart), regia di Tony Bill (1993)
- Rudy - Il successo di un sogno (Rudy), regia di David Anspaugh (1993)
- Un lavoro da grande (Little Big League), regia di Andrew Scheinman (1994)
- Lontano da Isaiah (Losing Isaiah), regia di Stephen Gyllenhaal (1995)
- Amici per sempre (The Cure), regia di Peter Horton (1995)
- L'apostolo (The Apostle), regia di Robert Duvall (1997)
- La figlia del generale (The General's Daughter), regia di Simon West (1999)
- Pazzi in Alabama (Crazy in Alabama), regia di Antonio Banderas (1999)
- Lost Souls - La profezia (Lost Souls), regia di Janusz Kaminski (2000)
- The Gift - Il dono (The Gift), regia di Sam Raimi (2000)
- Al vertice della tensione (The Sum of All Fears), regia di Phil Alden Robinson (2002)
- A testa alta (Walking Tall), regia di Kevin Bray (2004)
- Anarchia - La notte del giudizio (The Purge: Anarchy), regia di James DeMonaco (2014)
- Sinister 2, regia di Ciaran Foy (2015)
- Spell - Maleficio (Spell), regia di Mark Tonderai (2020)
- Firestarter, regia di Keith Thomas (2022)

### Televisione
- Everwood – serie TV, 89 episodi (2002-2006)
- NCIS - Unità anticrimine (NCIS: Naval Criminal Investigative Service) – serie TV, episodio 4x12 (2007)
- The Soul Man – serie TV, 42 episodi (2012-2016)

## Doppiatori italiani
Nelle versioni in italiano delle opere in cui ha recitato, John Beasley è stato doppiato da:
- Stefano Mondini in Everwood, NCIS - Unità anticrimine, Sinister 2
- Luciano De Ambrosis in La figlia del generale, La vita immortale di Henrietta Lacks
- Bruno Alessandro in Spell - Maleficio, Firestarter
- Carlo Sabatini in Millennium
- Sandro Sardone in Pazzi in Alabama
- Cesare Barbetti in CSI - Scena del crimine
- Franco Chillemi in Lost Souls - La profezia
- Saverio Moriones in Al vertice della tensione
- Carlo Baccarini in A testa alta
- Carlo Reali in CSI: Miami
- Angelo Nicotra in Anarchia - La notte del giudizio